# Trois pièces pour clarinette seule
Pour les articles homonymes, voir Trois pièces.
Les Trois pièces pour clarinette seule sont une œuvre instrumentale composée par Igor Stravinsky. Elle a été composée en 1918 à Morges, peu de temps après l'achèvement de sa suite pour piano, clarinette et violon extraite de L'Histoire du soldat, et conçue pour remercier le philanthrope et mécène Werner Reinhart, qui était un clarinettiste amateur,,. Les Trois pièces sont probablement parmi les œuvres les plus célèbres du répertoire de la clarinette classique solo. Elles sont parmi les rares pièces pour clarinette solo à être composées à la fois pour clarinette en si bémol (troisième mouvement) et clarinette en la (deux premiers mouvements).
La pièce est publiée chez J. & W. Chester en 1920.

## Histoire
Igor Stravinsky a confié au critique musical anglais Edwin Evans que les Trois pièces s'inspiraient du morceau Characteristic  Blues de Sidney Bechet, célèbre clarinettiste et saxophoniste soprano de la Nouvelle-Orléans qui a joué avec plusieurs des premiers artistes de jazz et qui est mort en France en 1959. Stravinsky a tenté de capturer la liberté et la spontanéité de Bechet et du jazz américain dans ses Trois pièces, tout en reconnaissant qu'il ne s'agit « pas de véritables improvisations, bien sûr, mais de portraits écrits d'improvisations ».
Le chef d'orchestre suisse Ernest Ansermet avait également écrit une critique très perspicace du jeu de Sidney Bechet dans le numéro d'octobre 1919 de la Revue Romande. Ernest Ansermet s'est extasié devant l'originalité de Sidney Bechet et a prédit qu'il y a de fortes chances que le monde musical de demain suive ses traces.

## Analyse
Les trois pièces rappellent dans leurs matériau et mélodies les chants de la période 1913-1915, comme les Berceuses du chat (1915) et les 3 Japanese Lyrics (1913).
Stravinsky a indiqué sur la partition à l'attention du clarinettiste qui doit se comporter comme un artisan de la musique : « respecter toutes les respirations, les accents et le mouvement métronomique »

### Pièce I (de préférence clarinette enla)
La première pièce est au départ une composition que Stravinsky a commencé à écrire en 1916. Elle evoque la méditation et est marquée Sempre p e molto tranquillo, ou « Toujours piano et très paisible ». Le tempo est marqué à  = 52, ce qui en fait de loin la plus lente des trois pièces. Elle est constituée d'une longue série laborieuse de noires et de croches, agrémentée de quelques notes d'agrément et souvent interrompue par une marque de respiration. Le registre chalumeau de la clarinette est exploré ici, avec de nombreux sauts allant du registre supérieur au registre inférieur de l'instrument. La dernière mesure est marquée poco più f e poco più mosso, ou « Un peu plus forte et un peu plus de mouvement ». Cette dernière mesure doit être jouée beaucoup plus rapidement et avec une dynamique plus forte afin de créer un contraste avec le reste du morceau. Un do de concert soutenu termine le premier morceau par un long fondu enchaîné.
Ce mouvement pourrait être rapproché à un blues, mais son plus proche parent musical semble plutôt être le solo de basson, inspiré de la musique folklorique slave, qui ouvre Le Sacre du printemps.

### Pièce II (de préférence clarinette enla)
La deuxième pièce est écrite  dans un style libre, proche de l'improvisation jazz, sans signature temporelle, ni barre de mesure. Le tempo indiqué est  = 168, une croche étant traitée comme trois doubles croches. Le morceau peut être segmenté en trois sections. La première est un déferlement de sextuplés et de notes durant trente secondes qui sont extrêmement difficiles sur le plan technique. La deuxième section est plus calme et tranquille, le clarinettiste jouant des croches rapides dans le registre grave. La troisième section est une récapitulation de la première, reprenant les mêmes motifs de sextuplés que précédemment. La deuxième pièce se termine également en douceur, avec un changement soudain d'une dynamique f à p.

### Pièce III (de préférence clarinette ensi)
La troisième pièce est inspirée du ragtime de la suite L'Histoire du Soldat, et est la seule à faire appel à la clarinette en si  plutôt qu'en la. Avec un tempo de métronome de  = 160, la pièce est caractérisée par de nombreuses syncopes rapides et des changements fréquents de signature temporelle, rendus plus compliqués par les accents placés sur certaines notes. Il maintient une dynamique quasi-constante f jusqu'à la toute fin, où le joueur revient à une dynamique plus douce et termine par une dernière note d'agrément.

## Citations
« (...) j'ai choisi les Trois pièces pour clarinette de Stravinsky, dont le côté aventureux est proche du vocabulaire de Schoenberg. »

— Pierre Boulez

« jeu diabolique
d’accents déplacés et de mètres variables sur
des cellules brèves, le tout étant bloqué dans le
registre aigu, un peu « canaille » de l’instrument. »

— André Boucourechliev
à propos de la troisième pièce

## Enregistrements
Les trois pièces pour clarinette seule constituent une œuvre majeure du répertoire de la clarinette.
Elles possèdent de nombreux enregistrements. On citera notamment :
- Stravinsky : Ebony concerto ; Trois pièces pour clarinette seule, avec Alain Damiens, clarinette (Polydor, 1982)